# 사스콰치 (래퍼)
사스콰치는 대한민국의 래퍼다. 2019년 싱글 《Night Vision》으로 데뷔했다.

## 방송
- 하고싶은말을해라 2 (2021) - Top20

## 음반
- Night Vision (2019)
- Legendary (2021)
- UMAMI! (2021)